# فورآرلبرگ
فورآرلبرگ غربی‌ترین ایالت فدرال اتریش است. با وجود اینکه فورآرلبرگ دومین ایالت کوچک اتریش از لحاظ مساحت است، با این حال این ایالت با سه کشور آلمان، سوییس و لیختن اشتاین هم‌مرز است. تنها ایالت اتریش که با ایالت فورآرلبرگ مرز مشترک دارد، تیرول می‌باشد.